# Université Bilkent
L’université Bilkent est une université privée turque, près d'Ankara en Turquie, fondée le 20 octobre 1984 (premiers étudiants en octobre 1986), sous l'impulsion d'İhsan Doğramacı.
Son nom de « Bilkent » est un acronyme de « bilim kenti », en turc, ville du savoir et de la science. Le campus est situé à proximité de l'autoroute pour Eskişehir à environ 12 km d'Ankara sur plus de 500 ha. Elle enseigne à plus de 12 000 étudiants au sein de neuf facultés. Son doyen de 2005 à 2014 est Talât Sait Halman. 

## Membres de la faculté
- İlber Ortaylı (né en 1947), universitaire turc
- Arzu Geybullaïeva (née en 1983), blogueuse et journaliste azerbaïdjanaise